# Eugeniusz Weron
Eugeniusz Weron (ur. 30 stycznia 1913, zm. 28 kwietnia 2009) – ksiądz pallotyn, prof. dr hab. teologii życia wewnętrznego (specjalność: teologia apostolstwa), prowincjał polskich pallotynów w latach 1959-1965.

## Życiorys
Eugeniusz Weron do Stowarzyszenia Apostolstwa Katolickiego (pallotynów) wstąpił w 1930. Święcenia kapłańskie przyjął 11 czerwca 1938 w Warszawie z rąk abp. Stanisława Galla.
W 1947 obronił doktorat na Wydziale Teologicznym Uniwersytetu Jagiellońskiego, habilitował się z teologii laikatu na ATK w 1975. Profesorem nadzwyczajnym ks. Weron został mianowany w 1984.
W latach 1948–1954 ks. Eugeniusz Weron był rektorem Wyższego Seminarium Duchownego w Ołtarzewie, a w latach 1959-1965, przez dwie trzyletnie kadencje, prowincjałem polskiej Prowincji Chrystusa Króla Stowarzyszenia Apostolstwa Katolickiego.
W latach 1962–1993 ks. Eugeniusz Weron był wykładowcą i kierownikiem Prymasowskiego Instytutu Życia Wewnętrznego. Był też pierwszym przewodniczącym Sekcji Duchowości Teologów Polskich, powołanej w 1983.
Ks. Weronowi poświęcona jest praca Teologia laikatu w ujęciu Eugeniusza Werona SAC (Katowice 2008) dr. Artura Dąbrowskiego.

## Publikacje

### Autor
- Apostolstwo katolickie. Zarys teologii apostolstwa, Poznań 1987. ISBN 83-7014-064-5
- Apostolstwo laikat w nauczaniu Jana Pawła II, Ząbki 2007.
- Budzenie olbrzyma.Laikat, duchowość, apostolstwo, akcja katolicka, Poznań 1995. ISBN 83-7014-232-X
- Dojrzałość chrześcijanina.Dary i owoce Ducha Świętego, Ząbki 2003. ISBN 83-7031-335-3
- Eucharystia i apostolstwo, Poznań 2006.
- Jak zakładać Akcję Katolicką. Statut, Poznań 1996. ISBN 83-7014-271-0
- Kierownictwo duchowe, Poznań-Warszawa 1983.
- Laikat i apostolstwo. Zarys teologii laikatu i apostolstwa ludzi świeckich, Paris 1973; wydanie II zmienione, Poznań 1999. ISBN 83-7014-346-6
- Modlitwa chrześcijanina, Poznań-Warszawa 2002.
- Odmawiając "Zdrowaś". Rozważania bardziej osobiste, Ząbki 2005. ISBN 83-7031-450-3
- O godną starość. Refleksje człowieka wierzącego, Poznań 2000. ISBN 83-7014-386-5
- Powołanie i posłannictwo ludzi świeckich w świetle dokumentów kościelnych, Poznań 1989.
- Ruchy odnowy we współczesnym Kościele, Poznań 1993.
- Szczęście chrześcijanina, Ząbki 2004.
- Świeccy w Kościele. Dekret soborowy o apostolstwie świeckich. Wprowadzenie, tekst, komentarz, uzupełnienie, Paryż 1970.
- Teologia życia wewnętrznego ludzi świeckich, Poznań 1980.

### Redaktor
- Jan Paweł II, Nauczanie papieskie, t. I-VI, Poznań 1986-1998.
- Jan Paweł II, O apostolstwie świeckich. Przemówienia i dokumenty kościelne, Biblioteka apostolstwa ludzi świeckich, nr 3, Warszawa 1993.
- Jan Paweł II, O życiu zakonnym. Przemówienia – Listy apostolskie – Instrukcje (wybór i opracowanie), Poznań-Warszawa 1984.
- Jan Paweł II, Świeccy we wspólnocie chrześcijańskiej (wybór i opracowanie), Poznań 1997.
- Jan Paweł II, Zakonnicy i życie konsekrowane we wspólnocie chrześcijańskiej (wybór i opracowanie), Poznań 1998.
- Ku odnowie życia wewnętrznego, Powołanie człowieka, t. 1, Poznań 1972.
- Laikat w Kościele katolickim. Aspekty prawno-teologiczne, Biblioteka apostolstwa ludzi świeckich, nr 2, Warszawa 1992.
- Modlimy się z papieżem, Poznań 1983.
- Paweł VI, Będziecie mi świadkami (wybór i opracowanie), Poznań 1975.
- Paweł VI, Kapłaństwo dzisiaj. Wybór przemówień (wybór i opracowanie), Poznań 1978.
- Życie wedle Ducha. Księga pamiątkowa z okazji XXV-lecia działalności Prymasowskiego Studium Życia Wewnętrznego, Poznań 1987.